# HD 59026
HD 59026，又名CD-33 3813，SAO 198000、HR 2856，是一颗恒星，视星等为5.9，位于銀經247.2，銀緯-8.22，其B1900.0坐标为赤經7h 22m 59.3s，赤緯-33° -8.22′ 22″。